# Miturgidae
Miturgidae é uma família de aranhas araneomorfas, carcaterizada pela sua grande diversidade e distribuição natural quase cosmopolita, estando apenas ausente das regiões polares, de parte da América do Norte e da Península Arábica. A picada de algumas espécies desta família pode ser perigosa para os humanos devido à citotoxicidade do seu veneno. 

## Descrição
Mais de metade das 351 espécies correntemente descritas nesta família pertencem ao género Cheiracanthium, táxon inicialmente incluído na família Clubionidae. Este género, com ampla presença em África, por exemplo nos campos de algodão do Egipto, está tembém bem representado nas Américas, embora provavelmente em resultado de introduções acidentais, já que teria distribuição natural confinada ao Paleártico. Nos Estados Unidos há duas espécies obviamente introduzidas.
As espécies incluídas nesta família são predadores benéficos para a agricultura. A espécie Cheiracanthium inclusum tem sido objecto de numerosos estudos para determinar a sua importância no controlo biológico de pragas agrícolas, em especial de insectos no sudoeste dos Estados Unidos, sabendo-se que esta espécie não é muito perigosa para os humanos.
O género Syspira, que ocorre nos Estados Unidos e México, tem uma ligera semelhança com a família Lycosidae.
Teminius, um género tropical das Américas, caracteriza-se pela presença de pêlos grossos, em forma de escova, situados na parte inferior do tarso.

## Taxonomia
A família Miturgidae tem presentemente validamente descritas cerca de 351 espécies, das quais 193 pertencem ao género Cheiracanthium, agrupados nas seguintes subfamílias e géneros:
Subfamília Eutichurinae
- Calamoneta Deeleman-Reinhold, 2001 (Samatra, Java)
- Calamopus Deeleman-Reinhold, 2001 (Tailândia, Indonésia)
- Cheiracanthium C. L. Koch, 1839 (Região holártica, África, Austrália)
- Cheiramiona Lotz & Dippenaar-Schoeman, 1999 (África)
- Ericaella Bonaldo, 1994 (América do Sul até ao Panamá)
- Eutichurus Simon, 1897 (América do Sul até à Costa Rica)
- Helebiona Benoit, 1977 (Ilha de Santa Helena)
- Macerio Simon, 1897 (Chile, Argentina)
- Radulphius Keyserling, 1891 (Brasil, Guiana)
- Summacanthium Deeleman-Reinhold, 2001 (Célebes)
- Tecution Benoit, 1977 (Ilha de Santa Helena)

Subfamília Miturginae
- Mituliodon Raven & Stumkat, 2003 (Timor, Austrália)
- Miturga Thorell, 1870 (Australia, Nova Guiné)
- Syrisca Simon, 1885 (África, América do Sul)
- Syspira Simon, 1895 (EUA, México)
- Teminius Keyserling, 1887 (América)

Subfamília Systariinae
- Palicanus Thorell, 1897 (Sueste da Ásia)
- Strotarchus Simon, 1888 (América, Paquistão)
- Systaria Simon, 1897 (Sueste da Ásia)
- Tamin Deeleman-Reinhold, 2001 (Bornéu, Celebes)
- Xantharia Deeleman-Reinhold, 2001 (Bornéu, Samatra)

Incertae sedis
- Diaprograpta Simon, 1909 (Austrália)
- Pacificana Hogg, 1904 (Nova Zelândia)
- Parapostenus Lessert, 1923 (África do Sul)
- Prochora Simon, 1885 (Sicilia, Israel)
- Zealoctenus Forster & Wilton, 1973 (Nova Zelândia)